# Gunnera berteroi
Gunnera berteroi là một loài thực vật có hoa trong họ Dương nhị tiên. Loài này được Phil. mô tả khoa học đầu tiên năm 1872.